# Дейв Маєрс
Дейв Ма́єрс (англ. Dave Myers), повне ім'я Де́від Ма́єрс (англ. David Myers; 29 грудня 1927, Санфлауер, Міссісіпі — 3 вересня 2001, Чикаго, Іллінойс) — американський блюзовий гітарист, басист, відомий як учасник гурту The Aces, який працював з Літтлом Волтером, Мадді Вотерсом, Робертом Локвудом-молодшим, Джиммі Роджерсом, Віллі Мейбоном, Джуніором Веллсом та ін. Старший брат гітариста Луї Маєрса.

## Біографія
Народився 30 жовтня 1926 року в Бігалії, штат Міссісіпі. Син Еймоса і Мері Маєрс, брат Боба і Луї Маєрса. Батьки обидва грали на гітарі: матір вдома, а батько на вечірках. В юності, разом зі своїм братом Луї, виступав у місцевих клубах, однак у 1941 переїхав до Чикаго. Саме в Чикаго Маєрс добре навчився грати на гітарі. Брати брали уроки у гітариста Лі Купер, який навчив їх декільком основним гітарним технікам блюзу. Також вони мали можливість слухати гру сусіда Купера, Лонні Джонсона.
Через чотири роки брати створили гурт the Little Boys, а після того як до нього приєднався гармоніст Джуніор Веллс, був перейменуваний у the Three Deuces, а потім у the Three Aces, який став одним з найперших електричних блюзових гуртів в Чикаго. Гурт грав блюз у витонченій джазовій манері і часто виступав в клубах Checkerboard Lounge і Theresa's. У 1950 році до гурту приєднався ударник Фред Білоу, і квартет знову змінив свою назву, цього раза ну the Four Aces; і зрештою, гурт почав виступати вже просто як the Aces. У 1952 році Веллс вирішив перейти до гурту Мадді Вотерса, замінивши вільну вакансію після того, як його залишив Літтл Волтер Джейкобс; згодом, Джейкобс найняв учасників Aces в якості ритм-гурту, перейменуваши тріо на the Jukes. З гуртом була записана низка пісень «Mean Old World», «Sad Hours», «Off the Wall» і «Tell Me Mama»; але після уходу 1954 року Луї, the Jukes почали поступово розпадатися.
Став одним з найперших блюзових музикантів, який почав використовувати електричний бас; був одним із головних чиказьких сесійних басистів у 1950-х роках, взяши участь у багатьох сесія, зокрема з Отісом Рашем та Ерлом Гукером. Також грав і на ритм-гітарі.
У 1970 році брати Маєрс і Белоу знову об'єдналися як учасники the Aces для гастролів по Європі. Пізніше створив гурт New Aces разом з фронтменом Fabulous Thunderbirds Кімом Вілсоном, гітаристом Робертом Локвудом-молодшим (який замінив Луї в the Jukes) і ударником Кенні Смітом. У 1998 записав свій дебютний альбом в якості соліста на лейблі Black Top під назвою You Can't Do That. У 2000 році йому ампутували ногу у зв'язку з ускладненнями від діабету, однак він продовжував регулярно виступати на сцені; останній виступ відбувся у лютому 2001 року; помер 3 вересня 2001 року в Чикаго у віці 74 років.
У 2018 році включений до Зали слави блюзу як учасник гурту the Aces.

## Дискографія
- You Can't Do That (Black Top, 1998)